# San Juan en Patmos (Velázquez)
El San Juan Evangelista en Patmos es un cuadro de la primera etapa de Velázquez, pintado en Sevilla hacia 1618 y conservado en la National Gallery de Londres junto con su pareja, la Inmaculada Concepción. 

## Historia
En 1800 Ceán Bermúdez mencionó este cuadro junto con la Inmaculada Concepción, de idénticas dimensiones, en la sala capitular del convento del Carmen Calzado de Sevilla, para el que probablemente se pintó. Ambos fueron vendidos en 1809, por intermediación del canónigo López Cepero, al embajador de Gran Bretaña, Bartholomew Frere. En 1956 fue adquirido por el museo donde ya se encontraba depositado en calidad de préstamo desde 1946. La crítica es, desde Ceán, unánime en el reconocimiento de su autografía.

## Iconografía
Velázquez representa a Juan el Evangelista en la isla de Patmos donde, como cuenta Francisco Pacheco, «tuvo admirables ilustraciones y revelaciones y escribió el Apcolapsi». Aparece sentado, con el libro en el que escribe el contenido de la revelación sobre las rodillas. Al pie otros dos libros cerrados aluden probablemente al evangelio y a las tres epístolas que escribió. Arriba y a la izquierda aparece el contenido de la visión que tiene suspendido al santo, tomado del Apocalipsis (12, 1-4) e interpretado como figura de la Inmaculada Concepción, cuya controvertida definición dogmática tenía en Sevilla ardientes defensores: «Una gran señal apareció en el cielo: una mujer revestida del sol, con la luna bajo sus pies y una corona de doce estrellas sobre la cabeza (...) Otra señal apareció en el cielo: un dragón color de fuego, con siete cabezas y diez cuernos (...) se puso delante de la mujer en trance de dar a luz». En su dibujo Velázquez sigue modelos iconográficos conocidos: un grabado de Jan Sadeler, a partir de un cuadro de Martín de Vos para el esquema general y la figura del dragón, y otro de Juan de Jáuregui publicado en el libro de Luis del Alcázar Vestigatio arcani sensu Apocalypsi (Amberes, 1614), para la imagen de la Virgen. También para la figura de San Juan se han indicado influencias, aunque más remotas e interpretadas a la manera naturalista, del grabado de Durero del mismo tema al que Pacheco reprocha haber pintado a san Juan mozo, como también hace Velázquez, pues en el momento de escribir el Apocalipsis era un anciano de noventa años. Al hacerlo así, sin embargo, Velázquez podría estar trasladando al lienzo otro de los consejos iconográficos de su maestro, donde recomendaba pintarlo «mancebo, por su perpetua virginidad y para proponer a los tales un dechado de pureza, aficionándolos a consagrar a Cristo la flor de su juventud».
En la cabeza del santo se observa un estudio del natural, tratándose probablemente del mismo modelo que utilizó en el estudio de una cabeza de perfil del Museo del Hermitage. La luz es también la propia de las corrientes naturalistas. Procedente de un punto focal situado fuera del cuadro se refleja intensamente en las ropas blancas y destaca con fuertes sombras las facciones duras del joven apóstol. El efecto volumétrico creado de ese modo, y el interés manifestado por las texturas de los materiales, como ha señalado Fernando Marías, alejan a Velázquez de su maestro ya en estas obras primerizas.
En semipenumbra queda el águila, cuya presencia apenas se llega a advertir gracias a la mayor iluminación de una pezuña y a algunas pinceladas blancas que reflejan la luz en la cabeza y el pico, mimetizado el plumaje con el fondo terroso del paisaje. A la derecha del tronco del árbol, el celaje se enturbia con pinceladas casuales, como acostumbró a hacer Velázquez, destinadas a limpiar el pincel. El controlado estudio de la luz en la figura de San Juan, y el rudo aspecto de su figura, hace por otra parte que resalte más el carácter sobrenatural de la visión, envuelta en un aura de luz difusa. Lo reducido de la visión, a diferencia de lo que se encuentra en los grabados que le sirvieron de modelo, se explica por su colocación al lado del cuadro de la Inmaculada Concepción, en el que la visión de la mujer apocalíptica cobra forma como la Virgen madre de Dios concebida sin pecado, subrayando así el origen literario de esta iconografía mariana, como la materialización de una visión conocida a través de las palabras escritas por san Juan.